# Groty Cango

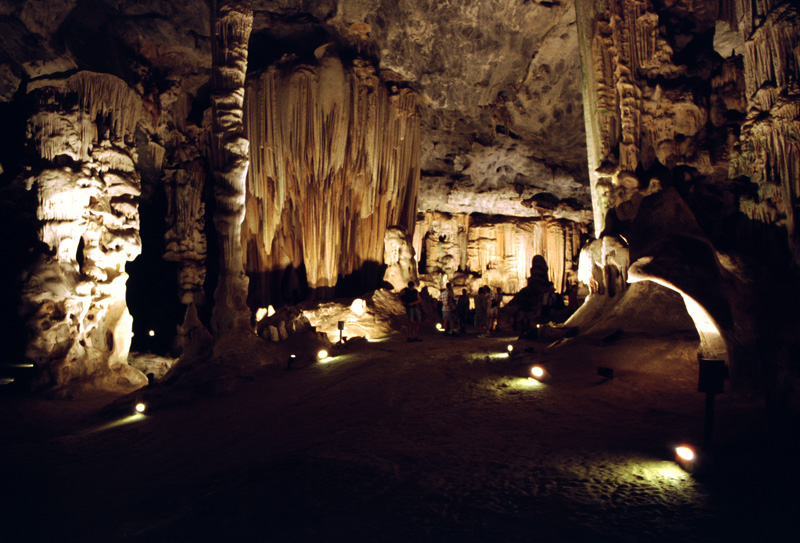
Groty Cango

Groty Cango – wapienne jaskinie powstałe w skałach platformy prekambryjskiej (płyty afrykańskiej – platformy południowoafrykańskiej) w rejonie dzisiejszej Prowincji Przylądkowej Zachodniej niedaleko Oudtshoorn w Republice Południowej Afryki. Główna komora jaskini jest jedną z największych atrakcji turystycznych RPA. Cały system tuneli i komór ma ponad 4 km długości, jednak tylko 25% z tego jest udostępnionych turystom. Jaskinie można zwiedzać tylko w zorganizowanych grupach i w obecności przewodnika.

## Historia
Malowidła naścienne i znalezione artefakty dowodzą, że była ona znana przez długi czas w środkowej i młodszej epoce kamienia.
Jaskinie odkrył lokalny farmer Van Zyl w 1780 roku. Był on pierwszą osobą, która została spuszczona do jaskini. Pierwsza komora nosi nazwę jego imienia. Jest długości boiska piłkarskiego. Późniejsze eksploracje doprowadziły do odkrycia kolejnych komór w 1792 roku.